# 167e régiment d'infanterie (France)
Le 167e régiment d'infanterie (167e RI) est un régiment d'infanterie de l'Armée de terre française formé en 1913. Appartenant aux unités surnommées « les Loups » ou « les Loups de Bois-le-Prêtre »
Affecté initialement à la garnison de Toul, il combat lors de la Première Guerre mondiale avec la 128e division d'infanterie, dite « division des loups ». Dissous en 1923, il est recréé en 1939 au début de la Seconde Guerre mondiale. Servant en Moselle sur la Ligne Maginot, il disparaît dans les combats de juin 1940.

## Création et différentes dénominations
- Il n'existe pas, avant 1912, de régiment ayant porté ce numéro.
- 1913 : 167e régiment d'infanterie, en garnison à Toul
- 1914 : à la mobilisation, il met sur pied son régiment de réserve, le 367e régiment d'infanterie
- 1923 : dissolution, les traditions de l'unité sont conservées au 168e régiment d'infanterie
- 1939 : création à la mobilisation du 167e régiment d'infanterie de forteresse
- 1940 : dissolution.

## Chefs de corps
- mai 1913 - 12 décembre 1914 : Colonel Nitard
- 13 décembre 1914 - 31 janvier 1915 : Commandant Duchaussoy
- 1er février - 25 septembre 1915 : Lieutenant-colonel Étienne (blessé)
- 25 - 29 septembre 1915 : Commandant Bareille
- 29 septembre 1915 - 1er mai 1916 : Lieutenant-colonel Laucagne
- 2 mai - 30 septembre 1916 : Lieutenant-colonel Decageux
- 1er octobre 1916 - 22 novembre 1917 : Lieutenant-colonel Mariande
- 26 novembre 1917 - 19 mai 1918 : Colonel Galbrüner
- 25 mai - 18 juillet 1918 : Lieutenant-colonel Regard (blessé)
- 18 juillet - 16 août 1918 : Commandant Lebrun
- 16 août 1918 - 5 juillet 1919 : Lieutenant-colonel Regard
- 1939 - 1940 : ?

## Historique des garnisons, combats et batailles du167eRI de ligne

### De 1871 à 1914
En application de la loi du 23 décembre 1912, créant 10 nouveaux régiments (de 164 à 173), le régiment est créé en 1913 à Toul, avec trois bataillons repartis dans la place forte de Toul.

### Première Guerre mondiale
- Elle ne cite pas suffisamment ses sources. Vous pouvez indiquer les passages à sourcer avec {{référence nécessaire}} ou {{Référence souhaitée}}, et inclure les références utiles en les liant aux notes de bas de page. (Marqué depuis juin 2022)
- Elle contient une ou plusieurs listes. Le texte gagnerait à être rédigé sous la forme d’un ou plusieurs paragraphes synthétiques, afin d’être plus agréable à lire. (Marqué depuis juin 2022)
- Son texte doit être wikifié : il ne correspond pas à la mise en forme Wikipédia (style, typographie, liens internes, liens entre les wikis, etc.). (Marqué depuis juin 2022)

#### Rattachements
- Brigade mixte de Toul (puis brigade active de Toul) de septembre 1914 à juin 1915
  - La brigade est rattachée à la 73e division d'infanterie d'août à juin 1915
- 128e division d'infanterie jusqu'à novembre 1918

#### 1914
Août : en garnison dans les forts de Toul
Novembre Woëvre : Hauts-de-Meuse, bois brûlé, bois de Cuite, Martincourt, Mogeville et St Rémi
7-15 décembre : Reprise de l'offensive : Fay en Haye, Bois le Prêtre

#### 1915

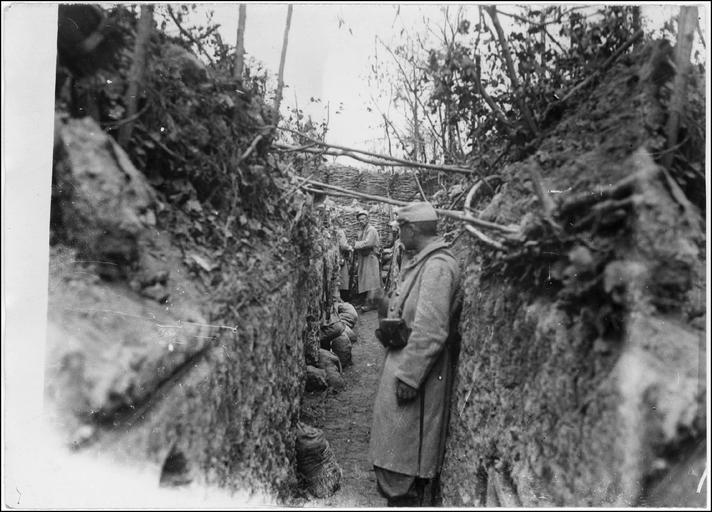
Soldats du dans les tranchées de Beaumanoir à Vienne-le-Château, juillet 1915.

Janvier-juin : Woëvre : Bois-le-Prêtre, fontaine du Père Hilarion, Croix des Carmes, Quart en Réserve
Mai - Novembre : Argonne : Secteur de Saint-Thomas, La Harazée
Septembre : Seconde bataille de Champagne : Crête de Servon

#### 1916
Janvier - juin : Lorraine : Reillon, Bois Zeppelin
Juillet : Bataille de Verdun : Ravin des Vignes, Ravin du Chapitre, Fleury secteur de St Mihiel : (jusque déc.) : Bois d'Ailly

#### 1917
- Avril - mai : Le Chemin des Dames
- Juillet - août : Champagne : Monronvilliers, bois du Chien, Le Casque puis le Ferme de Navarin
- Octobre - décembre : Verdun : Côte du Talou, Samogneux

En octobre 1917, un bataillon du 417e RI dissous, rejoint le 167e RI

#### 1918
- Décembre 1917- 17 avril 1918 : Lorraine : Hablainville, Ancerviller
- Juillet : Marne : bois Madame, bois des Juifs
- Septembre : Morsain, Eury, Vézaponin, Bagneux, Moulin de Laffaux
- Septembre - octobre : Flandres : Staden, Geite, Zulte, l'Escaut

### Entre-deux-guerres
Le régiment est dissous le 10 avril 1923.

### Seconde Guerre mondiale
Affecté au sous-secteur d'Elzange du secteur fortifié de Thionville (ouvrages du Billig, de Metrich, de Sentzich et du Galgenberg), le 167e régiment d'infanterie de forteresse est créé à partir du 23 août 1939, avec un noyau constitué de militaires d'active issus du 1er bataillon du 168e RIF.
Le 167e RIF évacue ses positions le 13 juin 1940. Les équipages des ouvrages et des casemates restent seuls, afin d'assurer la couverture de leurs camarades. Le 1er Bataillon parcourra près de 130 kilomètres en 6 jours, et se rendra le 19 juin aux Allemands à Tantonville (54), au sud de Nancy. Les 2e et 3e bataillons, après s'être organisés sur la région de Frouard (54), se rendront le 19 juin après un baroud d'honneur. Les équipages ne livreront les ouvrages que le 4 juillet, sur ordre du haut commandement Français réfugié à Bordeaux.

## Drapeau
Il porte, cousues en lettres d'or dans ses plis, les inscriptions suivantes :
- Bois-Le-Prêtre 1915
- Verdun 1916-1917
- Soissonnais 1918

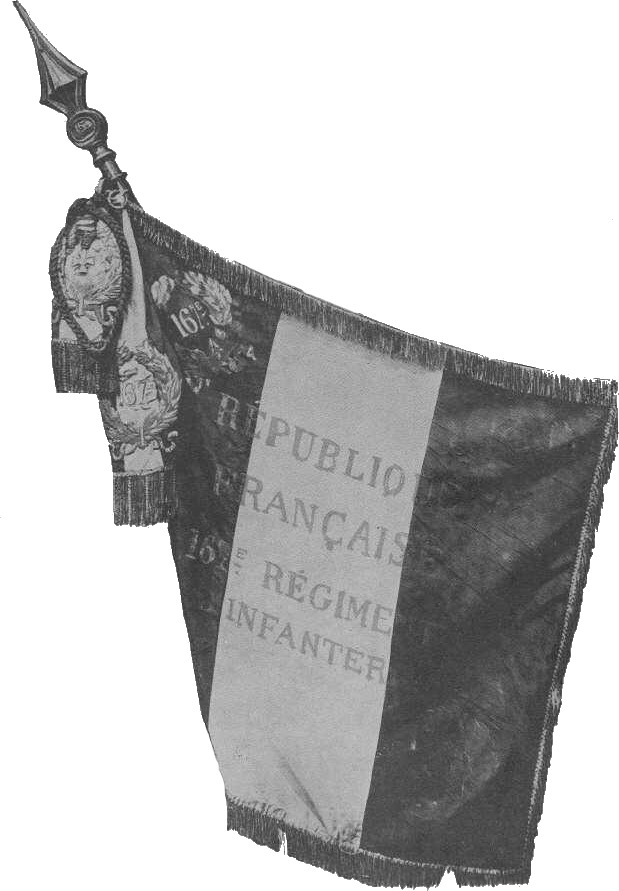
Le drapeau du régiment vers 1920, avec ses décorations sur la cravate.
Dessin du revers du drapeau, avec les inscriptions officielles.

## Décorations
La cravate du drapeau est décorée de la croix de guerre 1914-1918 avec deux palme et une étoile d'argent (deux citations à l'ordre de l'armée puis une citation à l'ordre de la division).
une citation à l'ordre de la division) obtenu par le soldat Marcel Leon Nicolas Renaudin matricule de recrutement 1163. Cité le 10-08-1916 n°51
Il obtient la fourragère aux couleurs du ruban de la croix de guerre 1914-1918.

## Insigne
D'après Alain Hohnadel et Michel Truttmann, aucun insigne n'a été dessiné. L'insigne présenté est l'ancien insigne circulaire du 168e RIF, qui fait mémoire des régiments de la 128e DI de 1914-1918.

## Sources et bibliographie
- Archives militaires du Château de Vincennes.
- À partir du Recueil d'Historiques de l'Infanterie Française (Général Andolenko - Eurimprim 1969).